# Reynolds (Nebraska)
Reynolds è un comune degli Stati Uniti d'America, situato nello Stato del Nebraska, nella contea di Jefferson.